# Rastovac (gmina Marina)
Rastovac – wieś w Chorwacji, w żupanii splicko-dalmatyńskiej, w gminie Marina. W 2011 roku liczyła 89 mieszkańców.